# Нотр-Дам (Монреаль)
Базиліка Нотр-Дам (фр. Basilique Notre-Dame) — базиліка в історичному районі Старого Монреаля, в Монреалі, Квебек, Канада. Розташована на розі вулиці Сен-Сюльпіс поруч із однойменною семінарією.
Інтер'єр церкви є одним з найдраматичніших у світі і вважається шедевром готичної архітектури. Склепіння пофарбовані в темно-синій колір і прикрашені золотими зірками, а решта святині оздоблена синім, лазуровим, червоним, пурпуровим, срібним і золотим кольорами. Будівля наповнена сотнями дерев'яних різьблених фігур і кількома релігійними статуями. Незвичні для церкви вітражі вздовж стін святилища зображують не біблійні сцени, а сцени з релігійної історії Монреаля.
Приблизно 11 мільйонів людей відвідують Нотр-Дам щороку, що робить його однією з найбільш відвідуваних пам'яток у Північній Америці.